# JEF United Ichihara Chiba
El JEF United Ichihara Chiba és un club de futbol japonès de les ciutats de Chiba i Ichihara. El club fou fundat amb el nom de Furukawa Electric Soccer Club l'any 1946. Des de l'any 1965 sempre ha jugat a la primera divisió japonesa (JSL1 o J1). El 1991 es fusionà amb la companyia JR East i esdevingué East Japan JR Furukawa Football Club, amb la creació de la J. League el 1993 esdevingué JEF United Ichihara, construït futbolísticament al voltant del futbolista internacional alemany Pierre Littbarski. El nom JEF prové de les inicials de les empreses JR East i Furukawa Electric. L'1 de febrer de 2005, el club canvià el nom esdevenint JEF United Ichihara Chiba, per tal de reflectir que la ciutat de Chiba s'havia unit a la d'Ichihara com a seu del club el 2003. El principal patrocinador del club deixà de ser Furukawa Electric i passà a ser Fuji Electric.

## Palmarès
Furukawa Electric FC
- Japan Soccer League (1a Divisió): 1976, 1985), Copa JSL (1977, 1982, 1986/87), Copa de l'Emperador (1960, 1961, 1964, 1976), Lliga de Campions de l'AFC (1987)

JEF United Ichihara / JEF United Ichihara Chiba
- Copa J. League (2005, 2006)

## Futbolistes destacats
| - Yuki Abe - Ken Naganuma - Koki Mizuno - Takayuki Chano - Shohei Morita - Shinji Murai - Yuji Sakakura - Yoshika Matsubara - Tomoyuki Sakai - Eisuke Nakanishi - Tadahiro Akiba - Nobuhiro Takeda - Takayuki Suzuki | - Shigeyoshi Mochizuki - Sandro - Pierre Littbarski - Frank Ordenewitz - Peter Bosz - Arnold Scholten - Ivan Hašek - Ľubomír Moravčík - Gabriel Popescu - Cosmin Olăroiu - Ovidiu Burcă - Edin Mujčin | - Nenad Maslovar - Željko Milinovic - Mario Haas - Owusu Benson - Wynton Rufer - Matthew Bingley - Choi Yong-Soo - Kim Dae-Ui - Rade Bogdanović - Nenad Đorđević - Ilian Stoyanov - Mirko Hrgović |

## Entrenadors
| Entrenador       | Nac.                 | Anys      |
| ---------------- | -------------------- | --------- |
| Yoshikazu Nagai  | Japó                 | 1992-1994 |
| Eijyun Kiyokumo  | Japó                 | 1994-1995 |
| Yasuhiko Okudera | Japó                 | 1996      |
| Jan Versleijen   | Països Baixos        | 1997-1998 |
| Gert Engels      | Alemanya             | 1999      |
| Nicolae Zamfir   | Romania              | 1999-2000 |
| Zdenko Verdenik  | Eslovènia            | 2000-2001 |
| Jozef Vengloš    | Eslovàquia           | 2002      |
| Ivica Osim       | Bòsnia i Hercegovina | 2003-2006 |
| Amar Osim        | Bòsnia i Hercegovina | 2006-2007 |
| Josip Kuže       | Croàcia              | 2008      |
| Alex Miller      | Escòcia              | 2008-     |